# Siegburg
Siegburg er en by i delstaten Nordrhein-Westfalen i det vestlige Tyskland, ved floden Sieg nær udløbet i Rhinen, 10 km øst for den tidligere hovedstad Bonn, som ligger på den anden side af Rhinen.
Siegburg har 39.192 indbyggere, og med hele beboelsesområdet på østbredden af Rhinen, har Sieg nærmere 125.000 indbyggere. Sammen med nabobyerne Hennef og Sankt Augustin udgør Siegburg i realiteten en betydelig forstad til Bonn.

## Venskabsbyer
- Nogent-sur-Marne, Frankrig
- Guarda, Portugal
- Bolesławiec, Polen
- Selçuk, Tyrkiet
- Orestiada, Grækenland
- Yuzawa, Japan